# Coln Rogers
Coln Rogers är en by i civil parish Coln St. Dennis, i distriktet Forest of Dean, i grevskapet Gloucestershire i England. Byn är belägen 10 km från Cirencester. Coln Rogers var en civil parish fram till 1935 när blev den en del av Coln St Dennis. Civil parish hade 95 invånare år 1931.